# الجنوبيون (فصيل سياسي)
الجنوبيون (بالهانغل: 남인، وبالهانجا: 南人، وحرفياً: نام إن) هم فصيل سياسي خلال عهد مملكة جوسون. ظهر الفصيل في سنة 1590 بسبب خلاف داخلي في الفصيل الشرقي حيث انقسم إلى قسمين هما الجنوبيون والشماليون نتيجة الاختلاف حول العقوبة المناسبة التي يجب إقرارها على جونغ تشول والذي نفي من منصبه آنذاك مغ غيره من أعضاء الفصيل الغربي.